# Сітка (сузір'я)
Сі́тка (лат. Reticulum) — невелике за площею сузір'я південної півкулі неба. Містить 22 зорі, видимих неозброєним оком. З території України не видно.

## Історія

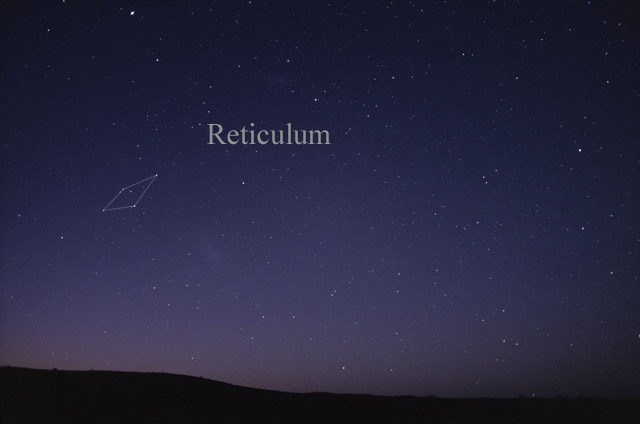
Сузір'я Сітки видиме на небі неозброєним оком.

Сузір'я введене Нікола Лакайлем 1754 року без назви. Згодом 1756 року запропоновано назву Ромбоїдальна Сітка, на честь розповсюдженого тогочасного астрономічного інструменту.

## Сузір'я Сітка в китайській астрономії
Сучасне сузір'я Сітка не включено в систему традиційних китайських сузір'їв, тому що його зірки знаходяться занадто далеко на південь, щоб спостерігачі в Китаї могли знати про них до введення західних зоряних карт. Ґрунтуючись на роботах Сюй Гуанці та німецького місіонера-єзуїта Йоганна Адама Шалля фон Белла наприкінці династії Мін, це сузір'я було класифіковано як два з 23 південних астеризмів під назвою Голова змії (蛇首, Shéshǒu) та Білі плями (夾白, Jiābái).
Назва сузір'я Сітка сучасною китайською мовою 網罟座 (wǎng gǔ zuò), що означає «сітка для птахів або сузір'я риб».

## Значимі об'єкти
ζ Сітки — подвійна зоря, подвійність якої можна спостерігати неозброєним оком.
2005 року у спіральній галактиці NGC 1559, яка розташована у Сітці, відкрито наднову зорю типу Ia.